# Jules de Burlet

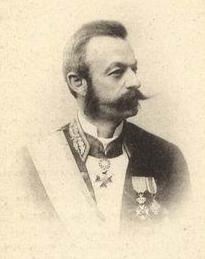
Jules de Burlet

Jules Philippe Marie de Burlet (* 10. April 1844 in Ixelles/Elsene; † 1. März 1897 in Nivelles) war ein belgischer katholischer Politiker und Premierminister.

## Studium und berufliche Tätigkeiten
Nach dem Studium der Rechtswissenschaften und der Promotion zum Doctor iuris war er als Rechtsanwalt in Nivelles tätig.

## Politische Laufbahn
De Burlet begann seine politische Laufbahn 1872 mit der Wahl zum Bürgermeister von Nivelles. Dieses Amt behielt er bis 1891 inne.
Von 1884 bis 1888 sowie von 1892 bis 1894 war er Mitglied der Abgeordnetenkammer und vertrat dort die Interessen der Katholieke Partij des Arrondissements Nivelles. Anschließend war er bis 1896 Senator der Provinz Brabant.
1891 wurde er von Premierminister Auguste Beernaert zum Innenminister berufen. Dieses Amt behielt er zunächst auch inne, als er am 26. März 1894 zum Nachfolger von Beernaert als Premierminister ernannt wurde. 1895 übergab er das Amt des Innenministers an Frans Schollaert und übernahm stattdessen bis zum Ende seiner Regierungszeit am 25. Februar 1896 das Amt des Außenministers.
1896 wurde ihm wegen seiner Verdienste der Ehrentitel eines Staatsministers verliehen. Von 1896 bis 1897 war er Botschafter in Portugal.

## Hintergrundliteratur
- Laurence van Ypersele: L’image du Roi dans la caricature politique en Belgique de 1884 à 1914

| Personendaten    | Personendaten                                        |
| ---------------- | ---------------------------------------------------- |
| NAME             | de Burlet, Jules                                     |
| ALTERNATIVNAMEN  | de Burlet, Jules Philippe Marie (vollständiger Name) |
| KURZBESCHREIBUNG | belgischer Politiker und Premierminister             |
| GEBURTSDATUM     | 10. April 1844                                       |
| GEBURTSORT       | Elsene                                               |
| STERBEDATUM      | 1. März 1897                                         |
| STERBEORT        | Nivelles                                             |